# Parafia Świętej Trójcy w Skęczniewie
Parafia Świętej Trójcy w Skęczniewie – rzymskokatolicka parafia położona w południowej części powiatu tureckiego. Administracyjnie należy do diecezji włocławskiej (dekanat dobrski).

## Duszpasterze
- proboszcz: ks. Grzegorz Wawrzyniak (od 2010)

## Kościoły
- kościół parafialny: Kościół Świętej Trójcy w Skęczniewie

## Historia
Parafia została erygowana na przełomie XIV i XV wieku. Pierwsza wzmianka o kościele parafialnym (zapewne drugim) występuje w dokumentach z XVIII wieku. Wystawił go w 1748 roku Wojciech Mączyński - kasztelan spicymierski. Była to świątynia drewniana pod wezwaniem Trójcy Świętej. Jak podają źródła kościelne, w XVIII wieku istniały we dworach w Rzechcie i Piekarach kaplice.
Obecny murowany kościół z fundacji Hipolita Masłowskiego - właściciela majątku Skęczniew, wzniesiony został w 1825 roku. Do jego konsekracji doszło dopiero w 1882 roku. Jest to późnoklasycystyczna świątynia na planie prostokąta.

## Zasięg terytorialny
W skład parafii wchodzą miejscowości: Czyste, Januszówka, Józefów, Kościanki, Łęg Piekarski, Łęg Skęczniewski, Młyny Piekarskie, Piekary, Skęczniew, Wola Piekarska, Zagaj oraz Zborów, Rzechta, Stawki. 
Parafia  słynie z pięknych dywanów kwiatowych układanych na trasie procesji w dzień Bożego Ciała.